# Motorový vůz 843
Motorové vozy řady 843 jsou české železniční motorové vozy, které na konci 90. let 20. století vyráběla společnost Moravskoslezská vagónka a. s. (nyní Škoda Vagonka). V provozu jezdí jako osobní vlaky, spěšné vlaky i rychlíky. Vlastníkem a provozovatelem všech vozů řady 843 jsou od počátku České dráhy.

## Konstrukce
Mechanická část motorového vozu řady 843 vychází z vozidel řady 842, od kterých byla převzata i konstrukce pojezdu, který tvoří dva dvounápravové podvozky. Uspořádání interiéru je rovněž velmi podobné řadě 842. Novinkou je zde prostor pro invalidní vozík, dvě zdvihací plošiny umístěné v zavazadlovém prostoru a informační systém pro cestující. Motorové vozy řady 843 jsou rozděleny na dva oddíly pro cestující, které jsou od sebe odděleny nástupním prostorem. Za větším oddílem se nachází druhý nástupní prostor a zavazadlový prostor. Klimatizovaná stanoviště strojvedoucího jsou umístěna na obou koncích vozu. Čela vozů jsou průchozí pro personál.
Přenos výkonu je střídavě stejnosměrný. Pohonné jednotky tvoří dva přeplňované naftové motory LIAZ (každý o výkonu 300 kW), které jsou přes pružnou spojku spojené s trakčními alternátory. Ty přes trakční usměrňovače napájejí tlapové elektromotory. Vůz je řízen centrálním řídícím počítačem.
Vůz je vybaven samočinnou pneumatickou kotoučovou brzdou s kotouči v kolech a elektrodynamickou brzdou, účinnou i pří nízké rychlosti. Brzdové odporníky, jež jsou chlazeny přirozeně, se nacházejí na střeše vozidla.

## Vývoj a výroba
ČSD (a její nástupnická organizace ČD) již od 70. let 20. století upřednostňovaly pro motorové vozy s větším výkonem elektrický přenos výkonu. Proto byla realizace dodávek motorových vozů řady 842 s hydromechanickým přenosem považována za nouzové řešení. Úpravou mechanické části vozidel řady 842 tak vznikl v první polovině 90. let motorový vůz řady 843. Na jeho výrobě se podílela Moravskoslezská vagónka (skříň) společně s ČKD Trakce (trakční část) a ČKD Lokomotivka, jež vyrobila pojezd.
Prototyp motorového vozu řady 843 (843.001) byl vyroben v roce 1995, v následujících dvou letech bylo dodáno Českým drahám dalších 30 kusů. Společně s nimi zakoupily ČD i přípojné vozy řady Btn753 a řídicí vozy řady Bftn791 (do roku 2009 řada 943; první řídicí vozy v historii ČD), které lze spřahovat i s jinými motorovými vozy.

## Provoz
Prvních sedm motorových vozů řady 843 převzaly České dráhy v lednu a únoru 1997. Tyto první kusy byly přiděleny do dep Šumperk, Chomutov a Děčín. Od 16. dubna 1998 byla celá řady 843 i s přípojnými vozy 043 a řídicími vozy 943 odstavena z provozu, neboť se vyskytly problémy na dvojkolích, což bylo vyřešeno o rok později jejich nahrazením novými s vyšší pevností.
Do roku 2020 byly všechny vozy 843 dislokovány v Olomouci a Liberci. V obou působištích zajišťovaly spoje kategorií osobních vlaků, spěšných vlaků a rychlíků. V roce 2021 zatím 8 (1 z nich zapůjčen v Liberci) vozů redislokováno z Liberce do Trutnova. Avšak na konci GVD 2020/2021 byly všechny zbývající liberecké vyjma dvou strojů redislokovány z Liberce do Trutnova, ke kterým se přidaly i dva bývalé liberecké z Olomouce. Po roce 2021 se tedy v Liberci již žádné nevyskytovaly. 18 vozů bylo v Trutnově a 13 v Olomouci. V roce 2024 se několik vozů přesunulo z Královéhradeckého kraje do Jihomoravského. V Královéhradeckém kraji jsou tyto vozy postupně nahrazovány motorovými jednotkami 847.

### Nasazení
GVD 2024/25
Rychlíky
- R27 Praděd/Cvilín Olomouc – Krnov – Ostrava-Svinov

Spěšné vlaky
- S15 Krnov – Głuchołazy – Jeseník – Lipová Lázně
- V24 Náchod – Týniště nad Orlicí – Choceň
- R54 Horácký expres Brno – Třebíč
- S6 Brno – Staré Město u Uherského Hradiště/Bojkovice město

Osobní vlaky
- S42 Zastávka u Brna – Třebíč – Jihlava
- S6 Brno – Uherské Hradiště
- S10 Opava – Krnov

### Nehody
Začátkem roku 2012 se dvakrát stalo, že motorový osobní vlak (souprava motorového vozu řady 843 a řídícího vozu řady Bftn791) na strmé kořenovské dráze se vymkl kontrole a projel několik zastávek bez zastavení. Dne 4. ledna 2012 kolem 9:15 h projel bez zastavení 3 zastávky (pozdější článek iDnes uváděl již jen 2 zastávky) a zastavil až u desenských skláren. Ve čtvrtek 16. února 2012 projel se sedmi cestujícími bez zastavení 4 zastávky. Obě události se obešly bez zranění a hmotné škody, tj. nešlo o nehody, ale jen o ohrožení. V prvním případě Drážní inspekce předběžně zjistila, že vlak byl bez závady a k události došlo pravděpodobně chybným postupem strojvedoucího. Ten, navzdory poučení, použil elektrodynamickou brzdu místo vzduchové za meteorologických podmínek, při kterých hrozí namrzání brzdových kotoučů. Při pokusu o úplné zastavení použitím rychlobrzdy pak byla elektrodynamická brzda vyřazena z činnosti, což je normální funkce brzdového systému, zamezující překročení meze adheze. Podle záznamu dosáhl vlak rychlosti 87 km/h. Podobnou příčinu zjistila DI i pro druhou událost. Od té doby se tyto motorové vozy na trať 036 nepodívají, vozbu zajišťují již výhradně motorové vozy 840.

## Galerie

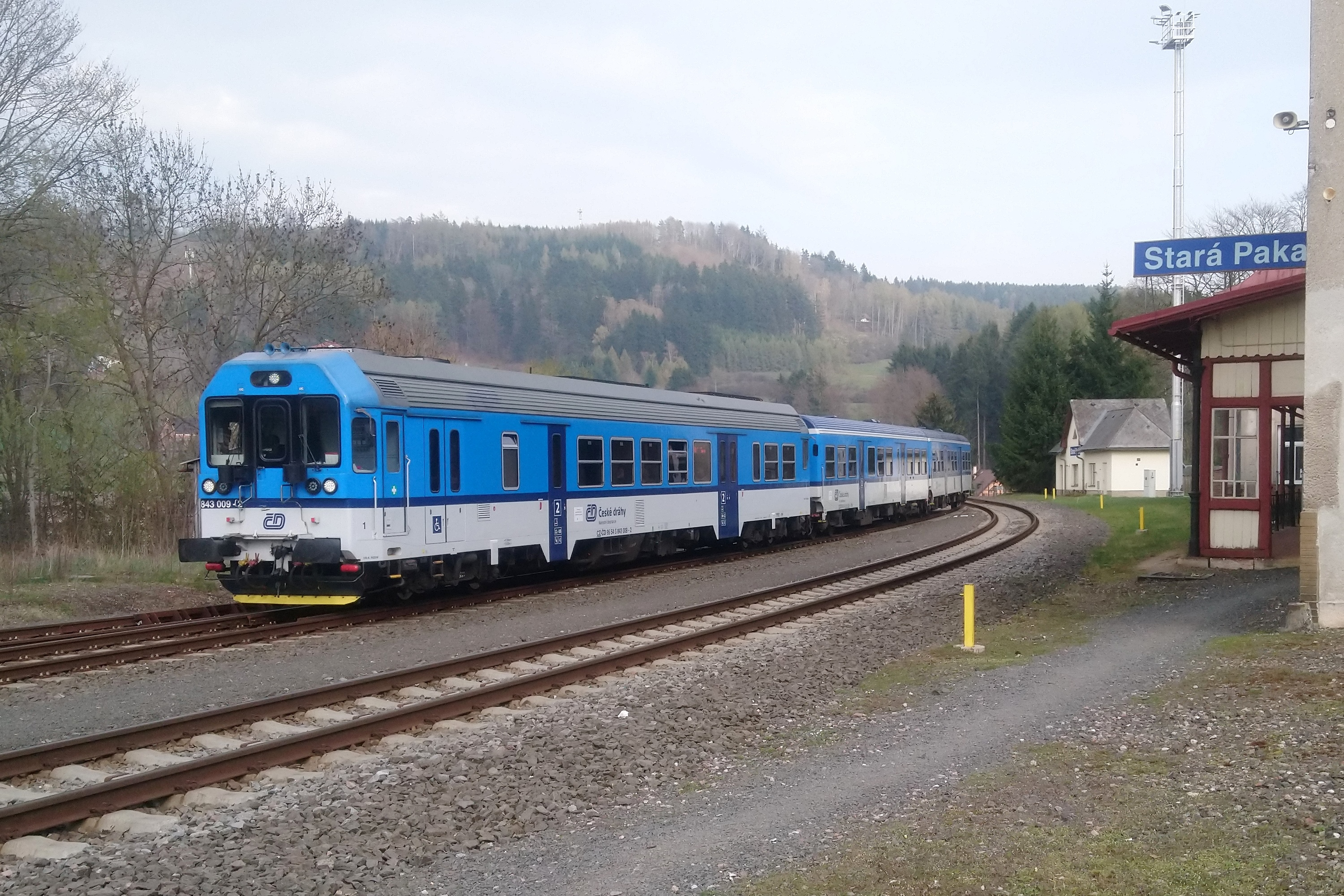
Motorový vůz 843.009 se dvěma přípojnými vozy Btn753 v korporátním nátěru Najbrt
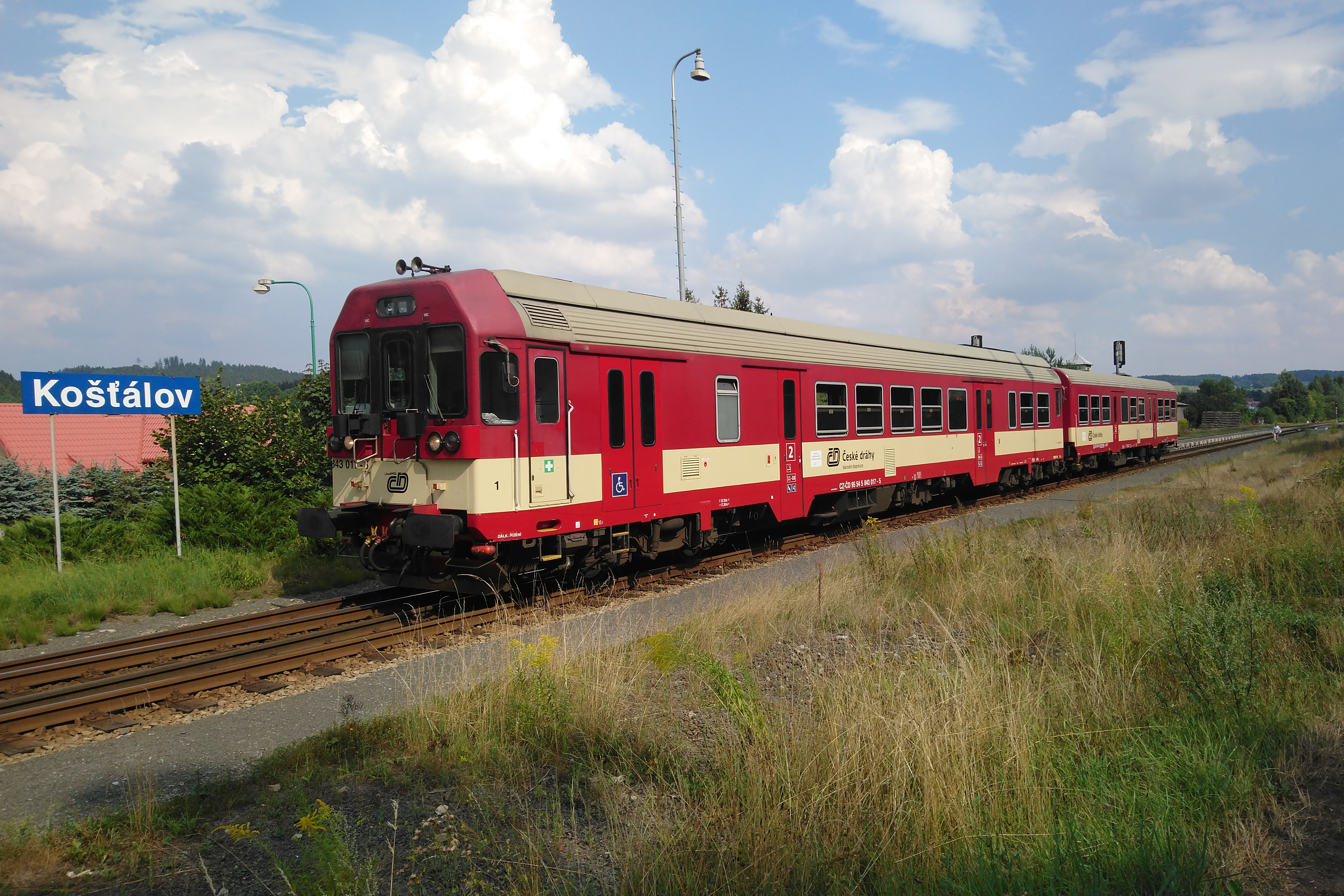
Motorový vůz 843.017 v Košťálově
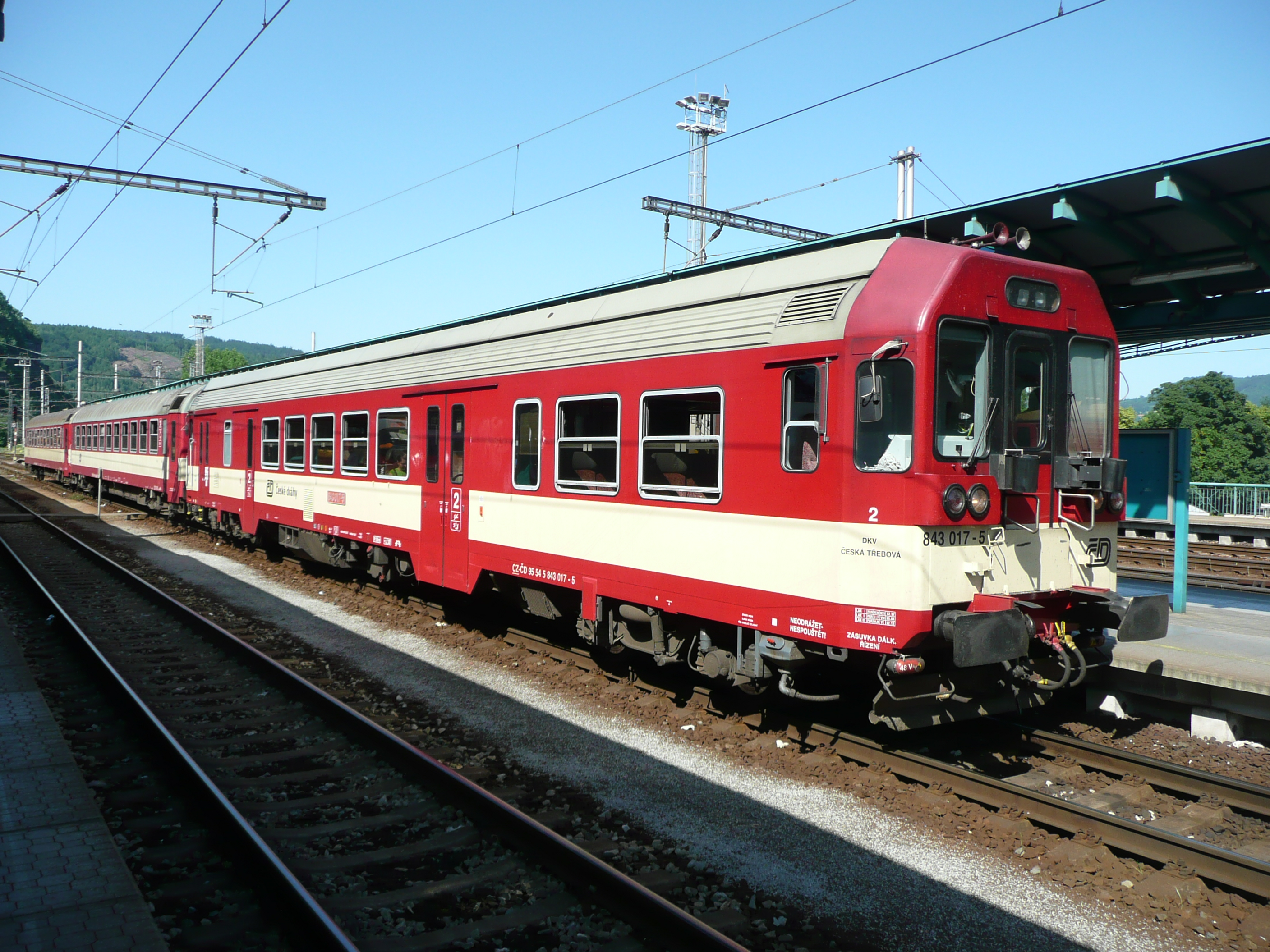
Motorový vůz 843.017 v Děčíně